# Pol Pot
Pol Pot (tên khai sinh: Saloth Sâr; 19 tháng 5 năm 1925 – 15 tháng 4 năm 1998) là một nhà cách mạng và chính khách người Khmer, từng phục vụ chính thể Campuchia Dân chủ trên cương vị Thủ tướng giai đoạn 1976–1979. Với ý thức hệ cộng sản và Khmer dân tộc vị chủng chủ nghĩa, ông là một trong những thủ lĩnh cốt cán của phong trào Khmer Đỏ (1963–1997), theo đó giữ cương vị Tổng Bí thư Đảng Cộng sản Campuchia giai đoạn 1963–1981. Trong thời kỳ Pol Pot cầm quyền, nhà nước do ông lập ra đã thực hiện cuộc diệt chủng Campuchia chống lại đồng bào của mình.
Sinh thành trong một gia đình nông dân khá giả ở Prek Sbauv, Campuchia thuộc Pháp, Pol Pot đã học tập tại nhiều ngôi trường tinh hoa của Campuchia lúc bấy giờ. Sau khi sang Paris du học vào thập niên 1940, ông gia nhập Đảng Cộng sản Pháp. Trở về quê nhà vào năm 1953, ông được kết nạp vào tổ chức Khmer Issarak thân Việt Minh rồi tham gia du kích chống chính phủ mới độc lập của vua Norodom Sihanouk. Sau cuộc thoái lui của lực lượng cán binh cánh tả Khmer Issarak về lãnh thổ Việt Nam Dân chủ Cộng hòa vào năm 1954, Pol Pot đi Phnom Penh, hành nghề giáo viên ở đây nhưng vẫn giữ liên lạc với phong trào Marx-Lenin ở Campuchia. Năm 1959, ông giúp thành lập Đảng Lao động Campuchia, sau đổi tên thành Đảng Cộng sản Campuchia. Để lánh nạn đàn áp của chính quyền quân chủ, năm 1962 ông rút vào rừng hoạt động và trở thành lãnh tụ của Đảng vào năm 1963. Năm 1968, Pol Pot phát động lại cuộc kháng chiến chống Sihanouk. Sau khi Lon Nol đảo chính Sihanouk vào năm 1970, Pol Pot quyết định liên minh với vị phế vương để chống lại chính phủ mới thân Hoa Kỳ. Lợi dụng sự giúp đỡ từ phía Mặt trận Dân tộc Giải phóng miền Nam Việt Nam và Quân đội Nhân dân Việt Nam, lực lượng Khmer Đỏ của Pol Pot đã tiến đánh và kiểm soát toàn bộ Campuchia vào năm 1975.
Sau khi lên cầm quyền, Pol Pot lập ra nhà nước đơn đảng Campuchia Dân chủ. Nhằm kiến thiết một xã hội xã hội chủ nghĩa nông nghiệp mà theo ông là sẽ mở đường tiến lên xã hội cộng sản, chính quyền Pol Pot đã di dời cưỡng chế cư dân thành thị về nông thôn và thúc ép họ làm việc trong các nông trang tập thể. Theo đuổi chủ nghĩa cào bằng tuyệt đối, Khmer Đỏ bãi bỏ tiền và bắt buộc công dân phải mặc cùng một bộ đồng phục bà ba đen. Các vụ giết hại đối thủ chính trị, cộng thêm nạn suy dinh dưỡng lan rộng và tình trạng y tế tồi tệ, đã gây ra cái chết cho khoảng 1,5–2 triệu công dân của Campuchia, sự kiện mà về sau được gọi là Diệt chủng Campuchia. Bên cạnh đó, các cuộc thanh trừng liên tiếp nội bộ Đảng Cộng sản đã sinh ra nhiều thành phần bất mãn với Pol Pot; tới năm 1978 binh lính Campuchia đã nổi dậy ở phía đông. Sau nhiều năm đụng độ ở biên giới, vào tháng 12 năm 1978, quân đội của nước Việt Nam mới thống nhất tiến công vào Campuchia, đánh đổ chính quyền Pol Pot và thiết lập chính phủ đối lập vào năm 1979. Tàn quân Khmer Đỏ rút về vùng biên giới giáp ranh Thái Lan, tiếp tục kháng chiến. Vì sức khỏe sụt giảm những năm cuối đời, Pol Pot rút khỏi các vị trí trong chính quyền. Năm 1998, ông qua đời dưới sự quản thúc tại gia của tư lệnh Khmer Đỏ Ta Mok.
Là nhân vật gây chia rẽ trong phong trào cộng sản quốc tế, nhiều người cho rằng Pol Pot đã lệch lạc khỏi tư tưởng Marx-Lenin chính thống. Tại thời kỳ đỉnh điểm của Chiến tranh Lạnh, Trung Quốc và Hoa Kỳ đã hậu thuẫn chế độ Khmer Đỏ nhằm ngăn ngừa ảnh hưởng của Liên Xô ở Đông Nam Á. Pol Pot bị chỉ trích kịch liệt trên trường quốc tế vì trách nhiệm trong cuộc diệt chủng Campuchia, đồng thời ông cũng bị phê phán là một nhà độc tài toàn trị, người đã phạm phải tội ác chống lại loài người.

## Đầu đời

### 1925–1941: Thiếu thời
Pol Pot sinh ra ở Prek Sbauv, ngoại ô thành phố Kampong Thom. Tên khai sinh của ông là Saloth Sâr; ở đây sâr nghĩa là "trắng", ám chỉ nước da sáng màu mà ông sở hữu. Mặc dù hồ sơ thuộc địa của Pháp ghi nhận ngày sinh của Pol Pot là ngày 25 tháng 5 năm 1928, ký giả Philip Short cho rằng ngày sinh thực sự của ông rơi vào tháng 3 năm 1925.

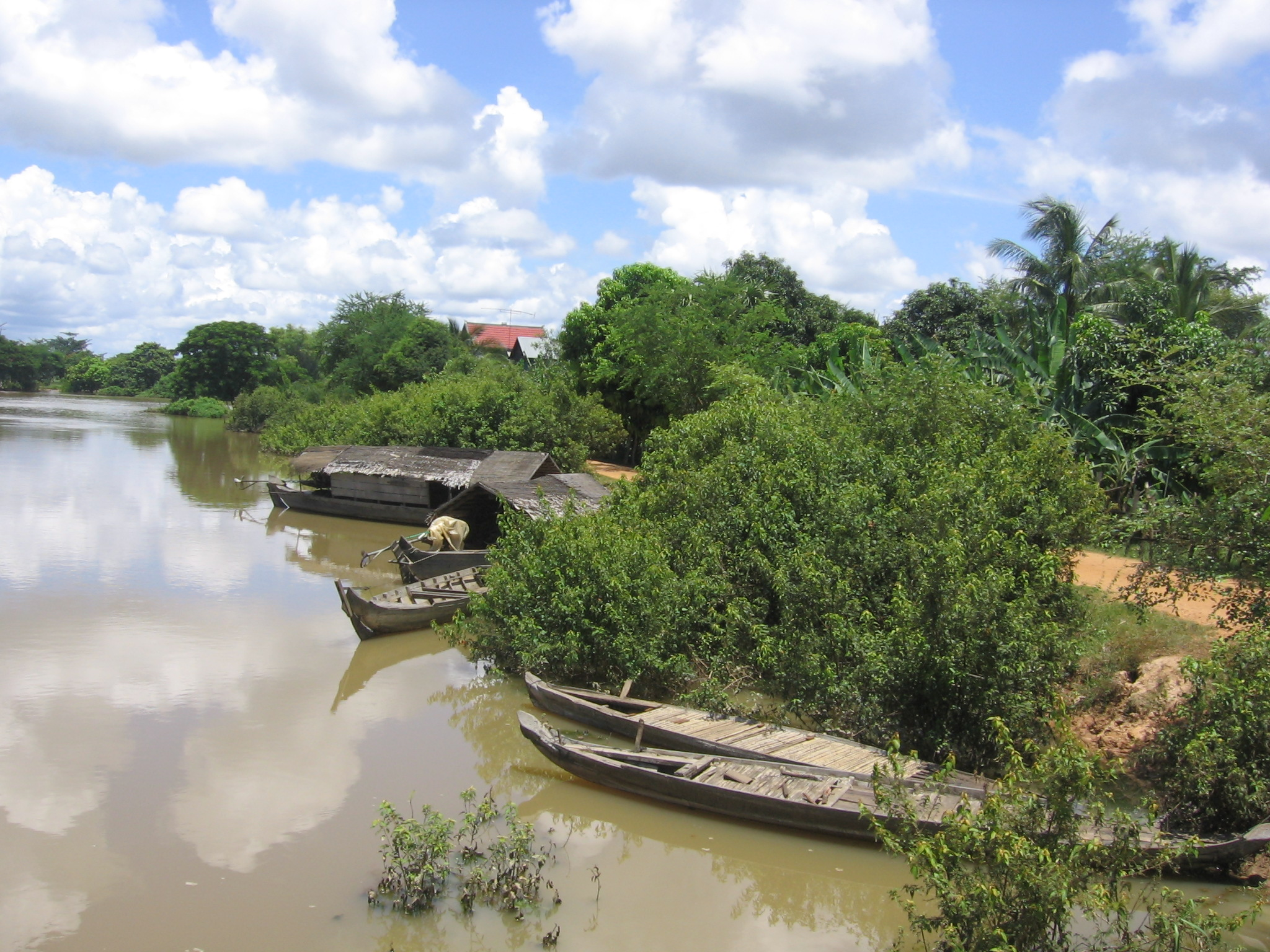
Prek Sbauv, ngôi làng nơi Pol Pot sinh ra và lớn lên

Tuy gia tiên mang cả hai dòng máu Hoa kiều và Khmer bản địa, gia đình Sâr hầu như không biết tiếng Hoa, sống và sinh hoạt hoàn toàn theo lệ Khmer. Thân phụ của Sâr, Saloth Phem, là hạng phú nông thành đạt, sở hữu thửa ruộng rộng 9 héc-ta cùng một đàn bò giúp kéo xe thồ. Trên thực tế, tư thất của Saloth thuộc hạng kếch xù trong làng; vào những thời điểm gieo trồng và hái gặt lúa chín, Saloth sẽ thuê những người hàng xóm nghèo hơn sang làm thay mình. Vợ của Saloth, bà Sok Nem, là một Phật tử rất được sùng kính bởi người dân địa phương. Sâr là đứa thứ tám trong số chín đứa con của Saloth và Sok Nem (hai gái bảy trai), nhưng ba đứa không may chết yểu. Chúng đều được giáo dưỡng theo triết thuyết của Phật giáo Thượng tọa bộ, cứ mỗi dịp lễ lại đi viếng chùa Kampong Thom. Mặc dù xuất thân không đến nỗi khắc khổ, trong một cuộc phỏng vấn chiếu trên truyền hình Nam Tư vào năm 1977, Pol Pot khai man rằng mình sinh thành trong một "gia đình nông dân nghèo".
Gia đình Sâr có quan hệ với hoàng gia Campuchia thông qua chị họ Meak, người nhập cung làm thiếp của vua Sisowath Monivong, về sau chuyển sang làm giáo viên ba lê. Khi Sâr lên sáu, ông và anh trai được gửi tới chỗ Meak trên Phnom Penh để nuôi dạy; tục nhận nuôi không chính thức bởi họ hàng thịnh vượng hơn rất phổ biến ở Campuchia lúc bấy giờ. Ông dành 18 tháng làm Sa Di trong tu viện Vat Botum Vaddei trên kinh đô, học giáo huấn Phật giáo để đọc và viết tiếng Khmer.
Mùa hè năm 1935, Sâr sang ở nhờ nhà anh trai Suong và chị dâu. Cùng năm, ông bắt đầu học tập tại trường tiểu học Công giáo La Mã École Miche nhờ học phí do chị họ Meak chi trả. Hầu hết bè bạn đồng lứa của ông đều là con em của giới quan lại người Pháp hoặc là những người Công giáo Việt kiều. Trên lớp, Sâr học tiếng Pháp và làm quen với Kitô giáo, tuy nhiên ông không có năng khiếu học thuật, từng bị lưu ban hai năm và phải tới tận năm 1941 (tức khi lên 16) mới nhận chứng chỉ đỗ tiểu học (Certificat d'Etudes Primaires Complémentaires).

### 1942–1948: Giáo dục bậc cao
Trong khi Sâr còn ngồi trên ghế nhà trường, vua Campuchia băng hà. Năm 1941, chính quyền Pháp sắp đặt cho Norodom Sihanouk lên nối ngôi. Năm 1942, Sâr được tuyển vào nội trú trường trung cấp mới lập ở Kampong Cham, Collége Pream Sihanouk. Tại đây, ông học vĩ cầm và tham gia các vở kịch do trường tổ chức. Ông dành phần lớn thời gian rảnh chơi bóng đá và bóng rổ. Nhiều đồng môn khác mà ông quen ở đây, chẳng hạn như Hu Nim và Khieu Samphan, sẽ phục vụ cho chính quyền Khmer Đỏ trong tương lai. Vào kỳ nghỉ tết năm 1945, Sâr và bạn diễn trong đoàn kịch nghệ đã đi quanh Phnom Penh trên xe buýt để gây quỹ cho một chuyến thăm quan Angkor Wat.
Năm 1947, ông vượt qua bài khảo hạch đầu vào của Lycée Sisowath, khi đó vẫn đang nương chỗ anh trai Suong và vợ mới của anh ta. Hè năm 1948, ông làm bài kiểm tra brevet đầu vào lớp thượng lưu của Lycée nhưng hỏng. Không như bạn bè đồng môn, ông bỏ học lấy bằng baccalauréat. Thay vào đó, ông theo học khóa thợ mộc tại Ecole Technique ở Russey Keo, ngoại ô Phnom Penh, vào năm 1948. Sự trượt dốc từ việc học cao đẳng xuống học nghề có lẽ đã khiến Sâr bị sốc, bởi lẽ bè bạn ở ngôi trường mới hầu hết đều xuất thân từ những gia đình hạ lưu, không như ở Lycée Sisowath. Tại đây, ông gặp gỡ và kết giao với Ieng Sary. Hè năm 1949, Sâr vượt qua bài kiểm tra brevet và giành được một trong năm học bổng du học ngành kỹ sư ở Pháp.
Với diễn biến của Thế chiến II, Đức Quốc xã xâm lược Pháp, rồi tới năm 1941, Nhật hất cẳng Pháp khỏi Campuchia; Sihanouk chớp thời cơ và tuyên bố độc lập. Sau khi cuộc thế chiến kết thúc, Pháp quay trở lại Campuchia vào năm 1946, nhưng cho phép sự thông qua của một bản hiến pháp mới và sự hình thành của các đảng phái chính trị. Với bối cảnh này, Đảng Dân chủ mới thành lập đã giành chiến thắng tại cuộc tổng tuyển cử năm 1946. Theo sử gia David Chandler, Sâr và Sary làm việc cho Đảng Dân chủ trong cuộc tổng tuyển cử; trái lại, Short cho rằng Sâr không có liên hệ nào với chính đảng này. Sihanouk phản đối chính sách cải cách thiên tả của Đảng Dân chủ và giải tán Quốc hội vào năm 1948, thay vào đó cai trị bằng sắc lệnh. Việt Minh đã cố gắng hun đúc một phong trào cộng sản non trẻ ở đây, song căng thẳng sắc tộc giữa người Việt và người Khmer đã cản trở điều này. Tin tức về Việt Minh bị Pháp kiểm duyệt và có vẻ như Sâr không biết gì về tổ chức này.

### 1949–1953: Du học Paris

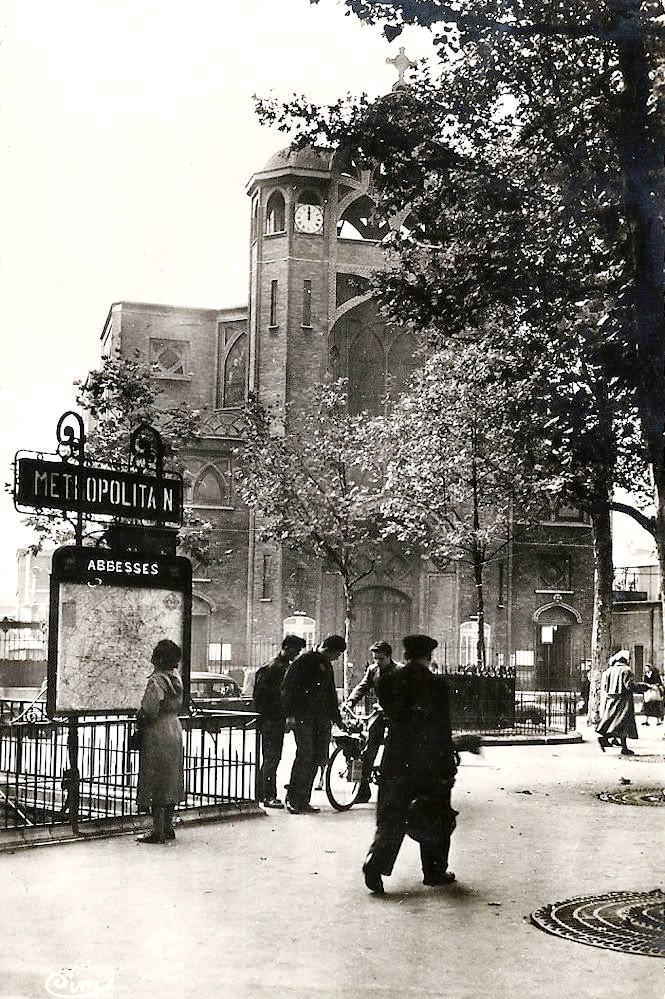
Sâr tới Paris vào ngày 1 tháng 10 năm 1949 (ảnh Paris năm 1950)

Việc du học đã biến Sâr thành một phần của giới tinh hoa Campuchia thiểu số. Ông cùng 21 sinh viên khác xuất cảng Sài Gòn trên con tàu SS Jamaïque, đi qua Singapore, Colombo, và Djibouti trên hành trình tới Marseille. Tháng 1 năm 1950, Sâr bắt đầu học ngành điện tử radio tại École française de radioélectricité. Ông tá túc ở Sảnh đường Đông Dương của Cité Universitaire, sau một thời gian thuê một căn nhà trên phố rue Amyot, rồi cuối cùng là một căn hộ nhỏ nơi góc phố rue de Commerce và rue Letellier. Thành tích học tập năm đầu của Sâr rất tốt; tuy trượt kỳ thi kết thúc năm nhất, ông được phép thi lại và tiếp tục học.
Sâr dành ba năm ở Paris. Hè năm 1950, ông là một trong 18 sinh viên Campuchia tham gia cùng các sinh viên Pháp sang Nam Tư tình nguyện hỗ trợ công tác xây đắp đường cao tốc ở Zagreb. Ông quay lại Nam Tư vào năm sau để nghỉ dưỡng. Tuy tiếp xúc thường xuyên với văn hóa Pháp, Sâr không để mình bị đồng hóa và chưa bao giờ thông thạo tiếng Pháp. Dù sao ông cũng trở nên quen thuộc với văn học Pháp; trong số những tác giả Pháp mà ông yêu thích có Jean-Jacques Rousseau. Tình bạn khăng khít nhất ở Pháp của Sâr là với Ieng Sary, Thiounn Mumm và Keng Vannsak. Thông qua hội thảo luận chính trị của Vannsak, ông va chạm với các ý thức hệ khác nhau nhưng có chung mục đích là sự độc lập của Campuchia.